# Jolki
Jolki (russisk: Ёлки) er en russisk spillefilm fra 2010.

## Medvirkende
- Alina Bulynko som Varvara
- Sergej Pokhodajev som Vova
- Ivan Urgant som Boris Vorobjov
- Sergej Svetlakov som Jevgenij Pavlovitj
- Jelena Plaksina som Olja